# Nactus pelagicus
Nactus pelagicus là một loài thằn lằn trong họ Gekkonidae. Loài này được Girard mô tả khoa học đầu tiên năm 1858.